# شهرستان قلعه‌گنج
شهرستان قلعه‌گنج یکی از شهرستان‌های استان کرمان ایران است. مرکز این شهرستان، شهر قلعه‌گنج است.
این شهرستان در تاریخ ۵ مرداد ۱۳۸۴ از شهرستان کهنوج جدا شد و مستقل گردید.

## جغرافیا
شهرستان قلعه گنج از شمال با شهرستان رودبار جنوب، از شمال غربی با شهرستان کهنوج، از غرب با شهرستان منوجان، از شرق با شهرستان دلگان استان سیستان و بلوچستان، از جنوب شرقی با شهرستان فنوج استان سیستان و بلوچستان و از جنوب با شهرستان بشاگرد استان هرمزگان همسایه است.
شهرستان قلعه گنج در جنوب استان کرمان به فاصله ۴۰۰ کیلومتری از مرکز استان واقع شده‌است. وسعت آن ۱۰٬۱۹۰ کیلومتر مربع و طول آن ۳۹۰ کیلومتر می‌باشد و دارای ۳۹۰ پارچه آبادی و روستا است.
۸۰ درصد از روستاهای شهرستان قلعه‌گنج در حاشیه تالاب جازموریان و کانون بحرانی فرسایش بادی قرار گرفته‌اند.
شهرک صنعتی قلعه گنج دارای کارخانجاتی چون تولید روغن زیتون، فرآوری خرما، رب صنعتی، شیر و فرآورده‌های لبنی است.

## تقسیمات کشوری
شهرستان قلعه‌گنج دارای ۳ بخش، ۶ دهستان و ۳ شهر به شرح زیر است:

### شهرستان قلعه‌گنج
| بخش        | مرکز بخش   | جمعیت بخش ۱۳۹۵ | نام دهستان | مرکز دهستان | جمعیت دهستان ۱۳۹۵ | شهر             | جمعیت شهر ۱۳۹۵      |
| ---------- | ---------- | -------------- | ---------- | ----------- | ----------------- | --------------- | ------------------- |
| مرکزی      | قلعه‌گنج    | ۲۹٬۹۲۰ نفر     | قلعه‌گنج    | شمس‌آباد     | ۱۰٬۲۵۶ نفر        | قلعه‌گنج         | ۱۳٬۱۶۹ نفر          |
| مرکزی      | قلعه‌گنج    | ۲۹٬۹۲۰ نفر     | دولاب      | دولاب       | ۶٬۴۹۵ نفر         | قلعه‌گنج         | ۱۳٬۱۶۹ نفر          |
| چاه دادخدا | چاه دادخدا | ۲۵٬۵۴۰ نفر     | چاه دادخدا | چاه دادخدا  | ۱۱٬۶۹۳ نفر        | رمشک چاه دادخدا | ۳٬۵۸۹ نفر ۱٬۲۷۵ نفر |
| چاه دادخدا | چاه دادخدا | ۲۵٬۵۴۰ نفر     | رمشک       | کنگرو       | ۶٬۴۵۰ نفر         | رمشک چاه دادخدا | ۳٬۵۸۹ نفر ۱٬۲۷۵ نفر |
| چاه دادخدا | چاه دادخدا | ۲۵٬۵۴۰ نفر     | مارز       | راین قلعه   | ۲٬۵۳۳ نفر         | رمشک چاه دادخدا | ۳٬۵۸۹ نفر ۱٬۲۷۵ نفر |
| سرخ قلعه   | سرخ قلعه   | ۲۱٬۷۸۹ نفر     | سرخ قلعه   | وکیل‌آباد    | ۱۴٬۰۷۷ نفر        | *************** | ***************     |
| سرخ قلعه   | سرخ قلعه   | ۲۱٬۷۸۹ نفر     | چهل منی    | چهل منی     | ۷٬۷۱۲ نفر         | *************** | ***************     |

## جمعیت
بر پایه سرشماری عمومی نفوس و مسکن در سال ۱۳۹۵، جمعیت شهرستان قلعه‌گنج برابر با ۷۷٬۲۴۹ نفر بوده‌است.